# Opactwo Pluscarden
Opactwo Pluscarden (ang. Pluscarden Abbey) – klasztor katolicki zakonu benedyktynów w Szkocji, położony w dolinie Kail Glen, około 10 km na południowy zachód od miasta Elgin. To jeden z nielicznych czynnych klasztorów katolickich w Szkocji i jedyny, działający w swej pierwotnej siedzibie.

## Historia

### Początki
Opactwo Pluscarden założył król Szkocji Aleksander II w roku 1230 dla zakonu cystersów, pochodzących z Francji z opactwa Val des Choues (łac.: Vallis Caulium), i zwanych dlatego Valliscaulianami.
W 1345 r. Opactwo znalazło się pod bezpośrednim nadzorem biskupa Moray z Elgin. W 1390 r. zostało spalone przez przeciwników biskupa. W 1454 r., prawdopodobnie ze względów ekonomicznych, jak i politycznych, Pluscarden połączyło się z klasztorem Urquhart. Na skutek tej unii Opactwo zaczęło należeć do benedyktynów.

### Po reformacji
Ostatni opat Pluscarden przed reformacją Alexander Dunbar zmarł w 1560 r. i w tym samym roku władze Szkocji zlikwidowały wszystkie klasztory i skonfiskowały ich majątki. Opactwo, ograbione z wyposażenia i opuszczone przez mnichów, przeszło pod zarząd świecki; pierwszym takim zarządcą był Alexander Seton, lord Urquhardt. W 1594 r. Opactwo zostało sprzedane rodzinie Mackenzie. W 1662 r. stało się własnością rodziny Brodies, potem rodziny Duff, aby ostatecznie wejść w skład posiadłości hrabiów Fife. Właściciele dawnego Opactwa nosili tytuł „opatów świeckich”.
Powoli budynki Opactwa popadały w ruinę, chociaż były skrycie wykorzystywane do (nielegalnych wówczas) nabożeństw katolickich. 
W XVII wieku rozebrano część budowli, a pozyskany materiał budowlany wykorzystano m.in. do budowy protestanckiego kościoła w Elgin. Kościół Opactwa w XVIII wieku służył nadal jako miejsce pochówku dla miejscowej szlachty.

### Odbudowa
W 1897 r. John Crichton-Stuart, III markiz Bute, stał się właścicielem ruin Opactwa. Wcześniej, w 1868 r. przyjął on katolicyzm (co było ogromnym skandalem w tamtej epoce) i stał się nieformalnym przywódcą katolickiej arystokracji w Wielkiej Brytanii. Jego najmłodszy syn lord Colum Crichton-Stuart podarował w 1943 r. Opactwo Pluscarden benedyktynom z Prinknash. Dzięki pomocy lorda Crichton-Stuarta, benedyktyni rozpoczęli odbudowę Opactwa i w 1948 r. zamieszkali tam. W 1955 r. odbudowano częściowo kościół klasztorny. Pluscarden zyskało niezależność organizacyjną w 1966 r., a rangę opactwa otrzymało oficjalnie w 1974 r. Obecnie jest to nie tylko klasztor, ale również miejsce odosobnień i refleksji oraz pobytów turystycznych.

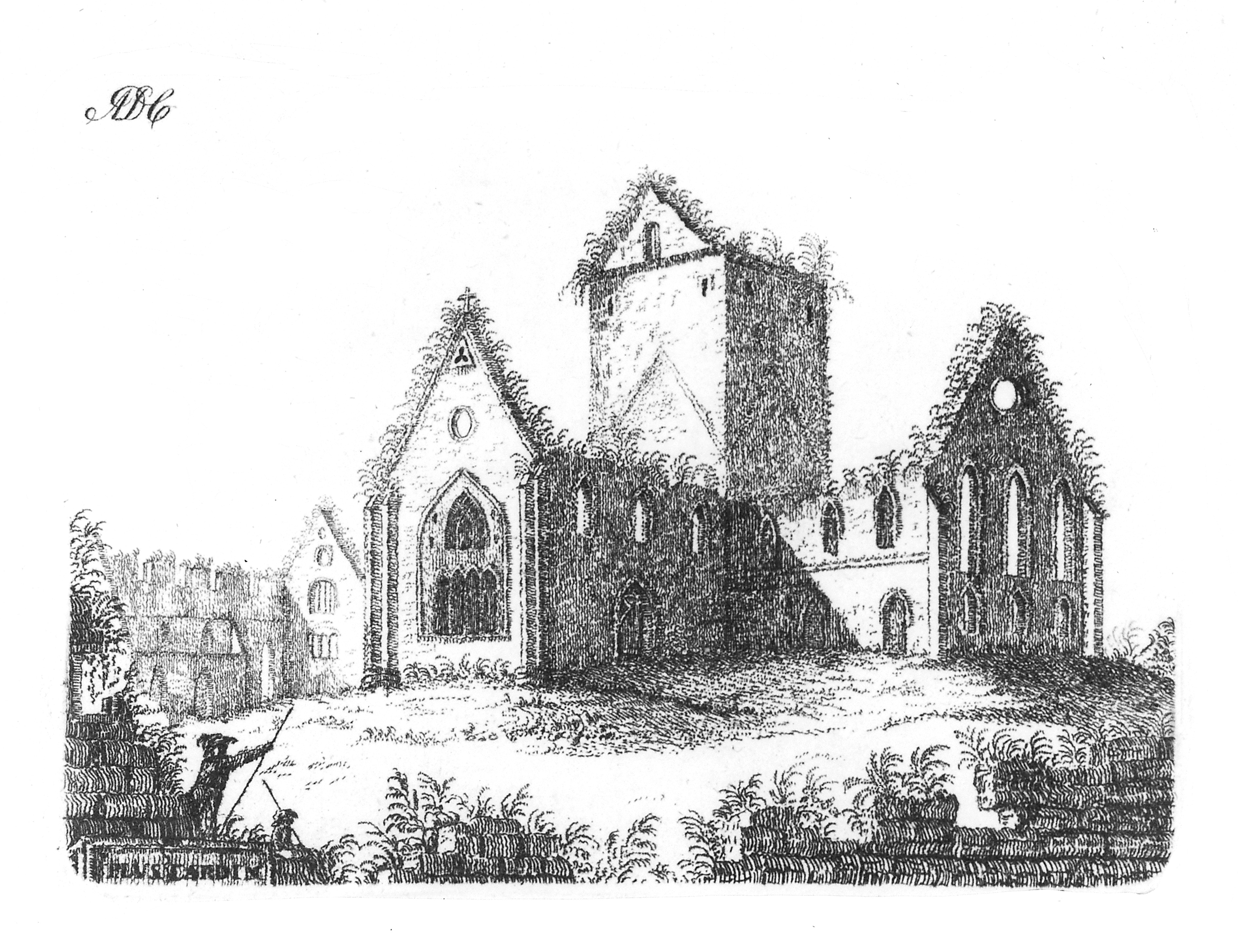
Ruiny Opactwa w XVIII wieku
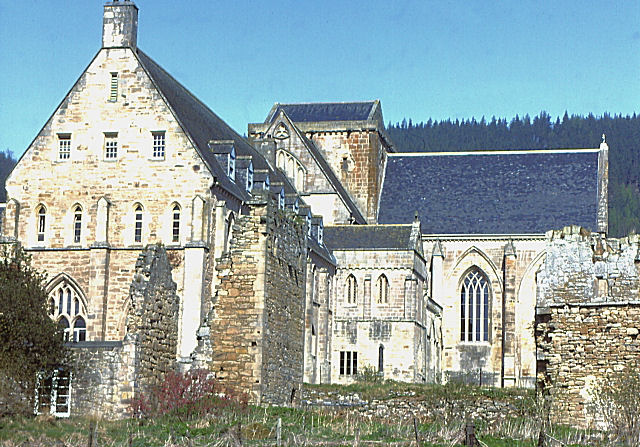
Opactwo obecnie (widoczne jeszcze nie odbudowane budowle)
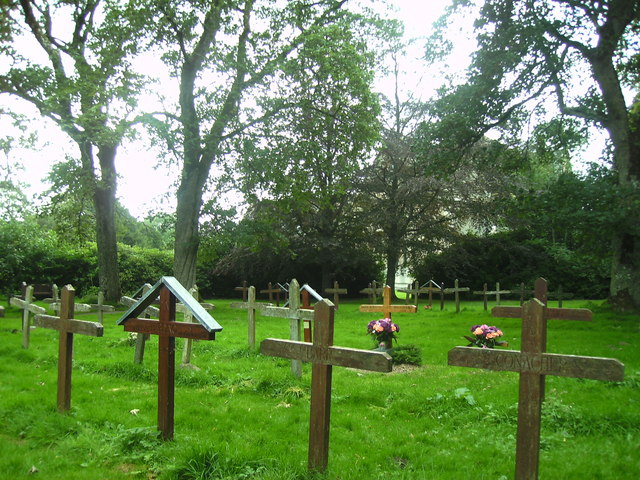
Cmentarz klasztorny
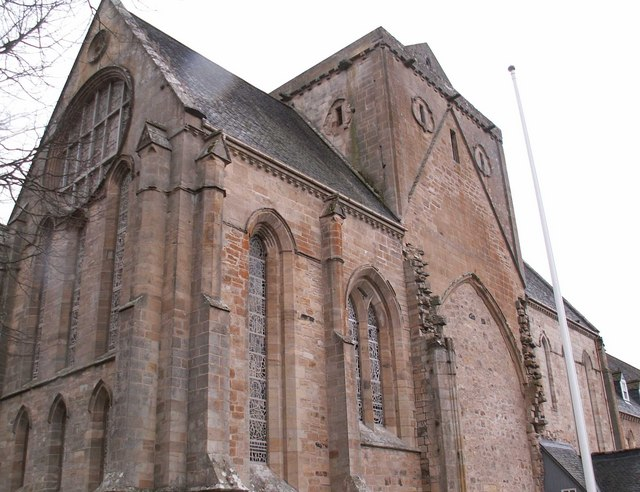
Kościół Opactwa obecnie, widoczna nieodbudowana nawa